# SU-14
De SU-14 of SOe-14 was een Russische gemechaniseerd geschut prototype uit de Tweede Wereldoorlog, op basis van de T-35. Oorspronkelijk werd het voertuig uitgerust met een U-30 (kanon); de SU-14-1 (een aanpassing op het model) werd uitgerust met een 152 mm M1935 (Br-2). Hoewel het geschut niet aansloeg werden de prototypes later gebruikt tijdens de oorlog met Finland (waar ze van extra bepantsering werden voorzien en de naam SU-14-2 kregen) en verdediging van Stalingrad.

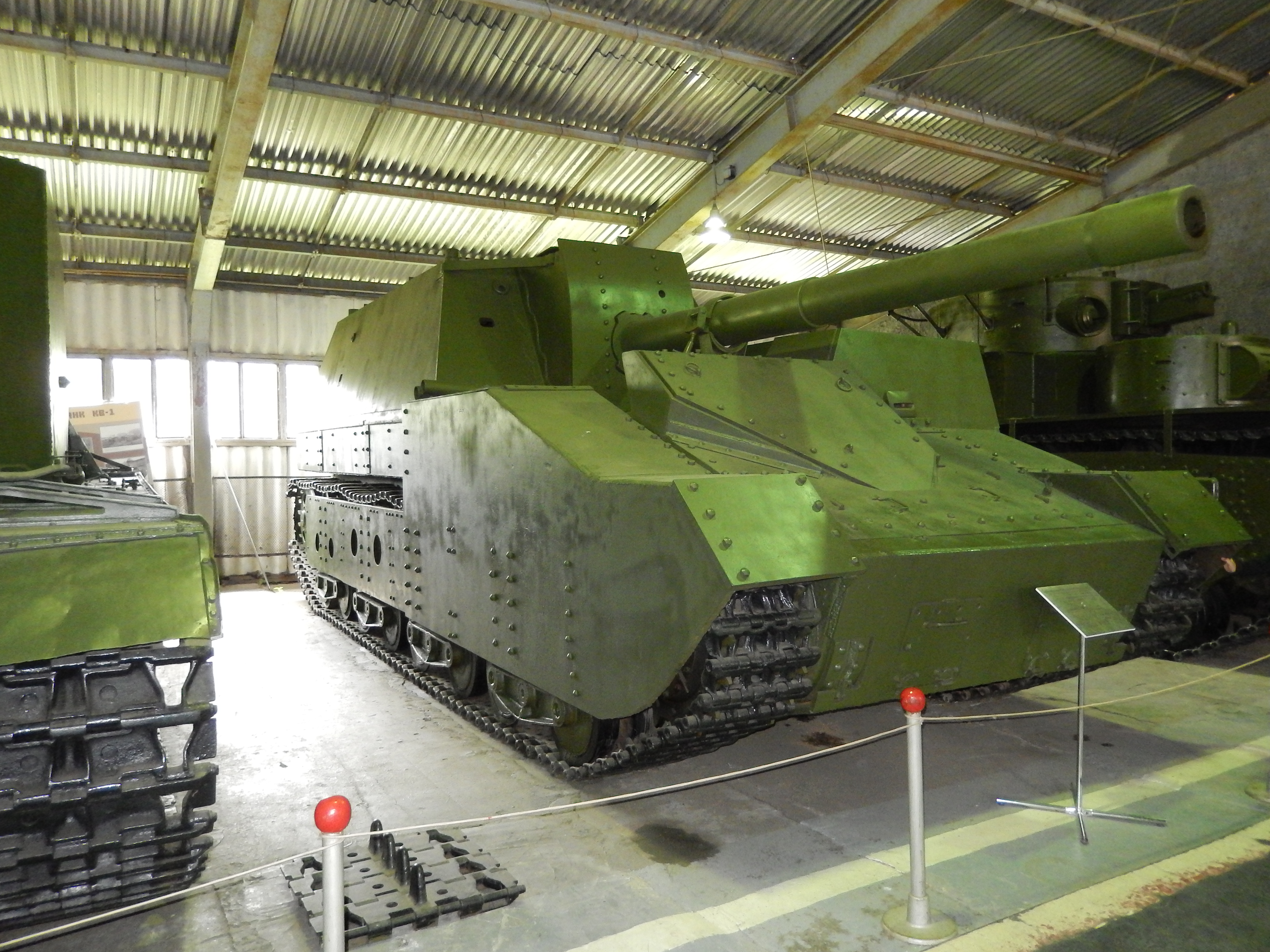
Een SU-14-2 in het Kubinkamuseum